# Рібадео
Рібадео (гал. Ribadeo, ісп. Ribadeo) — муніципалітет в Іспанії, у складі автономної спільноти Галісія, у провінції Луго. Населення — 9983 осіб (2009).
Муніципалітет розташований на відстані близько 440 км на північний захід від Мадрида, 70 км на північний схід від Луго.
Муніципалітет складається з таких паррокій: Аранте, Седофейта, Коушела, Ковелас, А-Девеса, Ове, Піньєйра, Рібадео, Рінло, Санталья-де-Вілаусенде, Вілафраміль, Віласелан.

## Демографія
Динаміка населення (INE ):

## Галерея зображень

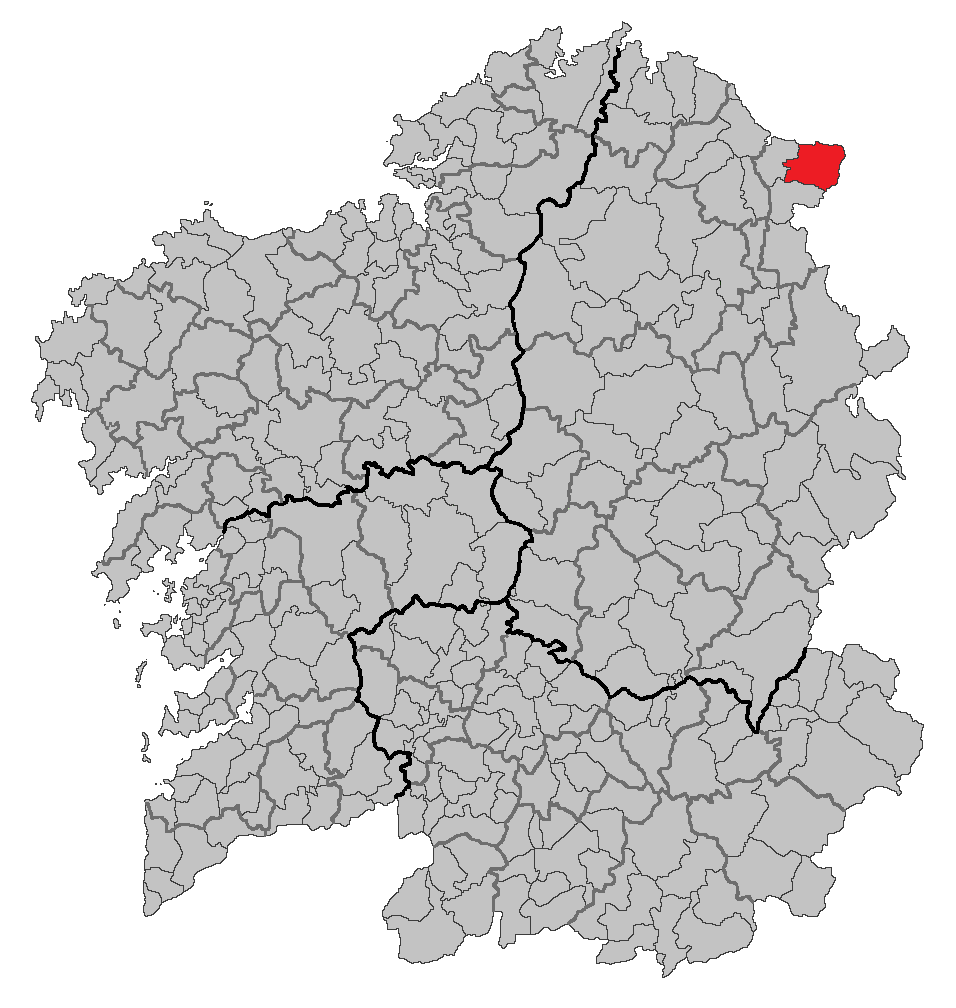
Муніципалітет у Галісії
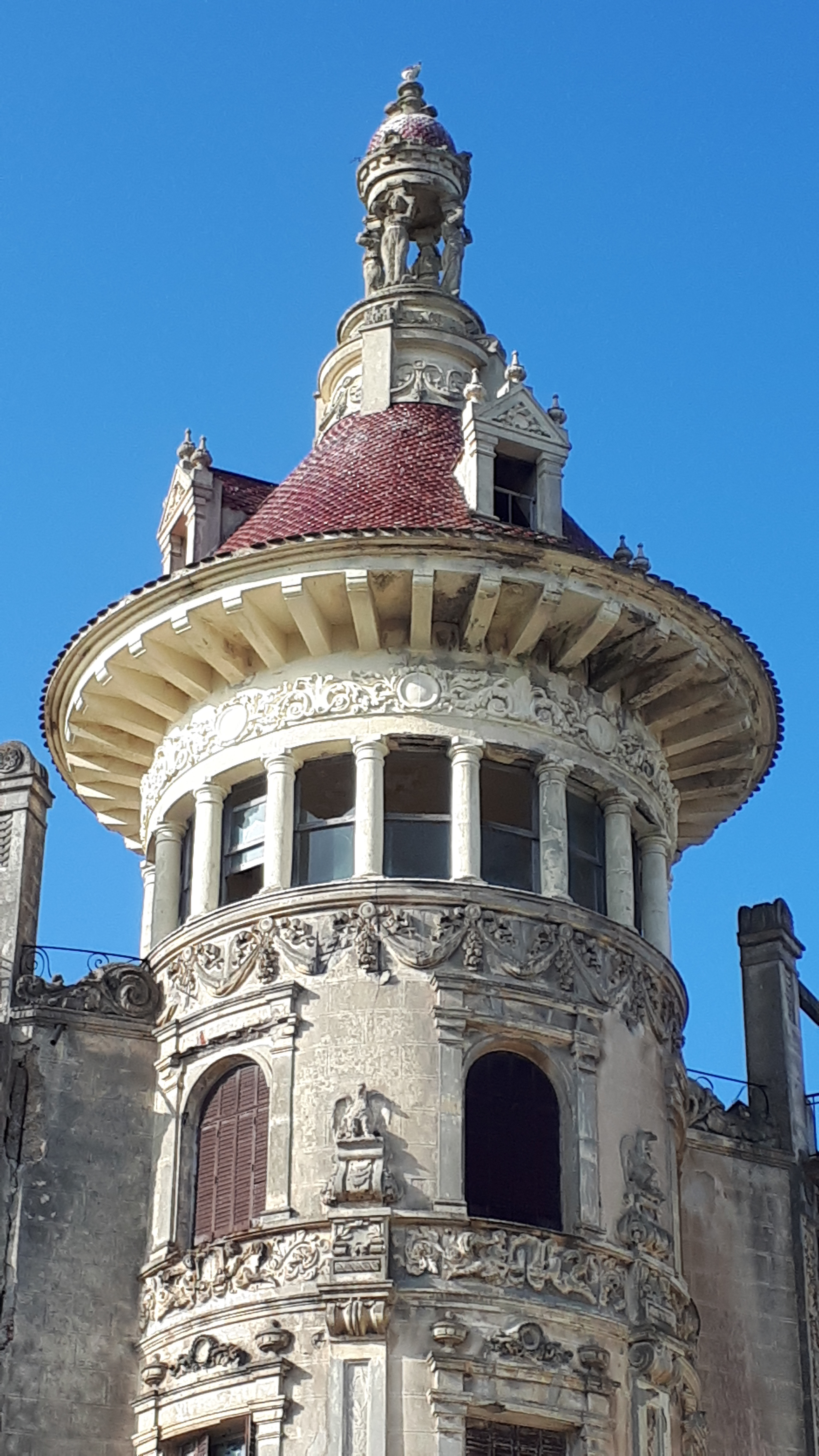
Torre de los Moreno (1915).

## Парафії
Муніципалітет складається з таких парафій: 

## Релігія
Рібадео входить до складу Лугоської діоцезії Католицької церкви.